# Campsicnemus longiciliatus
Campsicnemus longiciliatus är en tvåvingeart som beskrevs av Octave Parent 1939. Campsicnemus longiciliatus ingår i släktet Campsicnemus och familjen styltflugor. Inga underarter finns listade i Catalogue of Life.